# Basilique Sainte-Marie-de-la-Mer de Barcelone
La basilique Sainte-Marie-de-la-Mer (en catalan : Basílica Santa Maria del Mar, en espagnol : Basílica de Santa María del Mar) est une  église de Barcelone en Catalogne, située dans le quartier de la Ribera. Cette basilique mineure, connue populairement comme la Catedral de la Ribera (ou Catedral del Mar), fut bâtie entre 1329 et 1383 en style gothique catalan par l’architecte Berenguer de Montagut en collaboration avec Ramon Despuig.

## Histoire
La construction commença le 25 mars 1329, sur l’emplacement d’une église existante, sur un lieu de culte chrétien très ancien. Une nécropole romano-chrétienne a été révélée par des fouilles réalisées en 1960-61 au-dessous de l’église.
On établit que l’œuvre aurait dû appartenir aux paroissiens, seuls responsables matériels du temple; la règle est d’autant plus remarquable qu’elle est encore appliquée. Il semble que tous les habitants de la Ribera participèrent activement à la construction; une contribution fondamentale fut apportée par les débardeurs (“bastaixos”) du port de la Ribera, qui transportèrent les blocs de pierre, un à un, de la carrière de Montjuïc ou de la plage où les bateaux les déchargeaient, jusqu’au chantier de l’église.
La cathédrale de la Seu, la cathédrale officielle représentait la monarchie, l'autorité, la richesse, le haut clergé. L'église Santa Maria del Mar devait quant à elle être le symbole de l'humilité et de la foi des pêcheurs qui la construisaient.
Aux alentours de 1350, les murs, les chapelles latérales et la façade étaient achevés. En 1379, sur le point d’achever la voûte de la quatrième travée, l’échafaudage prit feu et les pierres furent sérieusement endommagées. Finalement, la dernière clef de voûte fut placée le 3 novembre 1383 et le jour de la fête de l’Assomption de l’année suivante (15 août 1384) on célébra la messe inaugurale.
En 1428 un tremblement de terre causa l’effondrement de la rosace. Une nouvelle rosace, en style gothique flamboyant, fut achevée en l’an 1459 et la pose des vitraux achevée l’année suivante.
L’autel baroque ainsi que la plupart des ornements et de l’imagerie ajoutés au cours des siècles furent détruits dans l’incendie du 19 au 20 juillet 1936, pendant la guerre civile espagnole.

## L'église
L'église est ouverte à la visite du lundi au dimanche, de 9 h à 13 h 30 et de 16 h 30 à 20 h.

### Extérieur

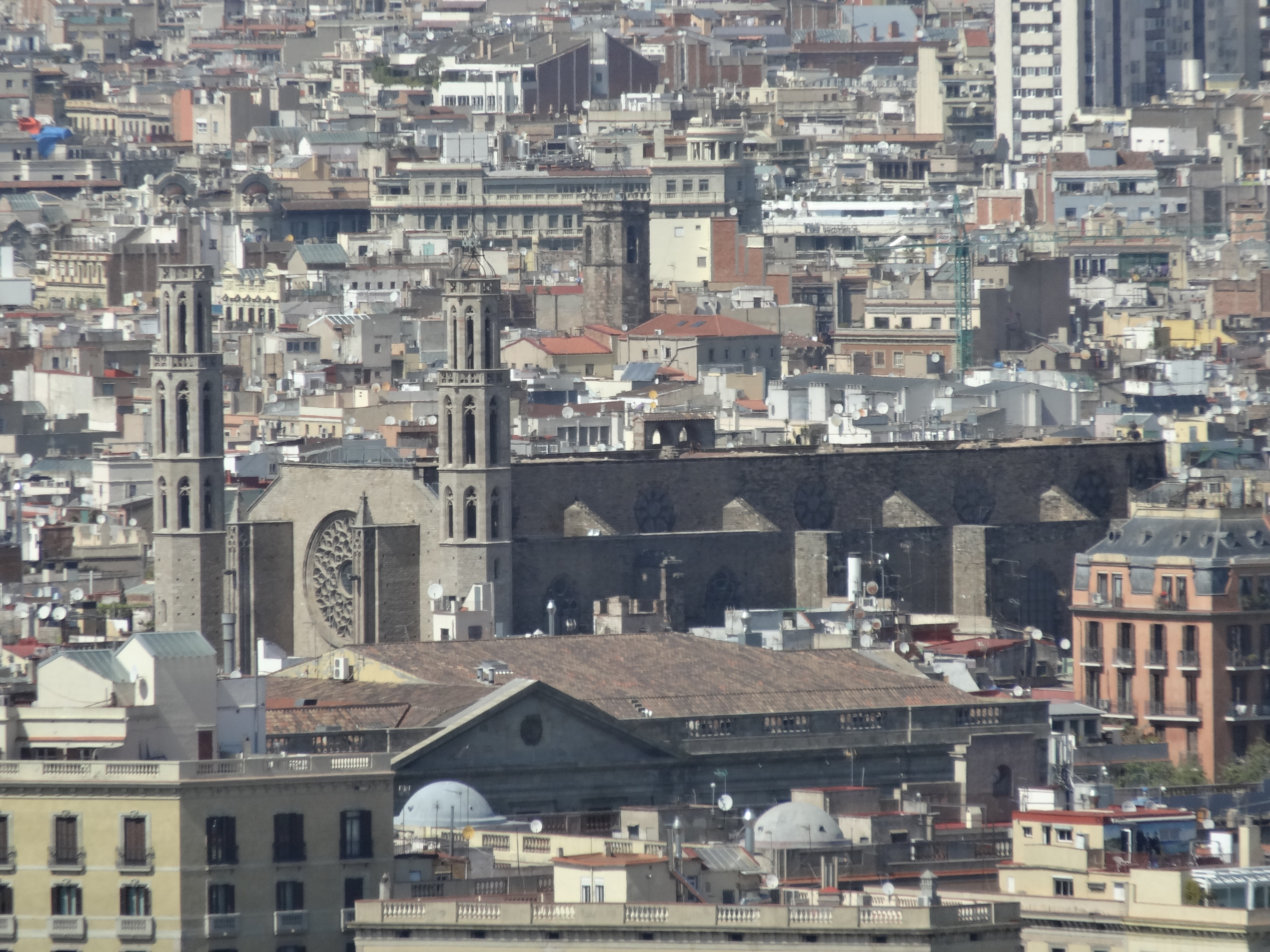
La basilique dans le quartier de la Ribera.

Vu de l’extérieur, l’édifice présente un aspect massif et robuste, qui ne reflète pas ce qu’on va trouver à l’intérieur. La dominance de lignes horizontales et de parois sans grandes ouvertures ni décorations est totale. On a l’impression visuelle d’un bloc compact, sans les pans de parois de profondeurs différentes typiques du gothique européen.
La façade principale est rythmée par les deux tours octogonales (la même forme qu’ont les colonnes à l’intérieur) et les deux puissants contreforts qui entourent la rosace et donnent la sensation de l’amplitude de la voûte intérieure.
On observe deux sections horizontales, marquées clairement par des moulures, alors que dans les tours l’horizontalité est soulignée par des galeries. La partie inférieure est centrée sur le portail, tandis que dans la partie supérieure la rosace a à ses côtés deux grandes fenêtres placées entre les contreforts et les tours.
La sensation d’austérité est perçue encore plus dans les parois latérales, murs sans décorations qui remplissent l’espace entre les contreforts (permettant ainsi la présence des chapelles intérieures). La conception est bien différente de celle élancée du gothique  français, avec ici une absence totale d’arcs-boutants.
Horizontalement, on remarque clairement trois étages. L’étage inférieur correspond aux chapelles latérales, avec des fenêtres étroites, une pour chaque chapelle, trois fenêtres séparant les contreforts.
Deux portes s’ouvrent sur les côtés, la porte de Sombrerers et celle des Moreres. Une porte a été ouverte ensuite dans l’abside, la porte du Born.

### Intérieur
L'intérieur comprend trois nefs, avec déambulatoire et sans croisée. Bien qu’on se trouve en présence de trois nefs, il semble que l’architecte ait voulu faire éprouver la même sensation d’espace qu’on aurait avec une nef unique. Pour donner cette impression, il éloigna les piliers (15 mètres de distance) et limita la différence de hauteur entre les nefs (la hauteur des nefs latérales correspond à 7/8èmes de la nef centrale).
La nef centrale est éclairée par des oculi ouverts entre les galeries de la nef centrale et latérale. Ces oculi deviennent des fenêtres entre les colonnes du presbyterium, qui occupent presque entièrement l’espace disponible et contribuent à renforcer l’effet des colonnes avec un demi-cercle de lumière. Les nefs latérales reçoivent la lumière de fenêtres (une par travée), pas trop grandes, qui contribuent à l’éclairage de la nef centrale.

## Littérature
La cathédrale joue un rôle central dans le roman La cathédrale de la mer d'Ildefonso Falcones. Ce roman est adapté en série télévisée en 2018.

## Protection
L'église fait l’objet d’un classement en Espagne au titre de bien d'intérêt culturel depuis le 3 juin 1931.

## Galerie

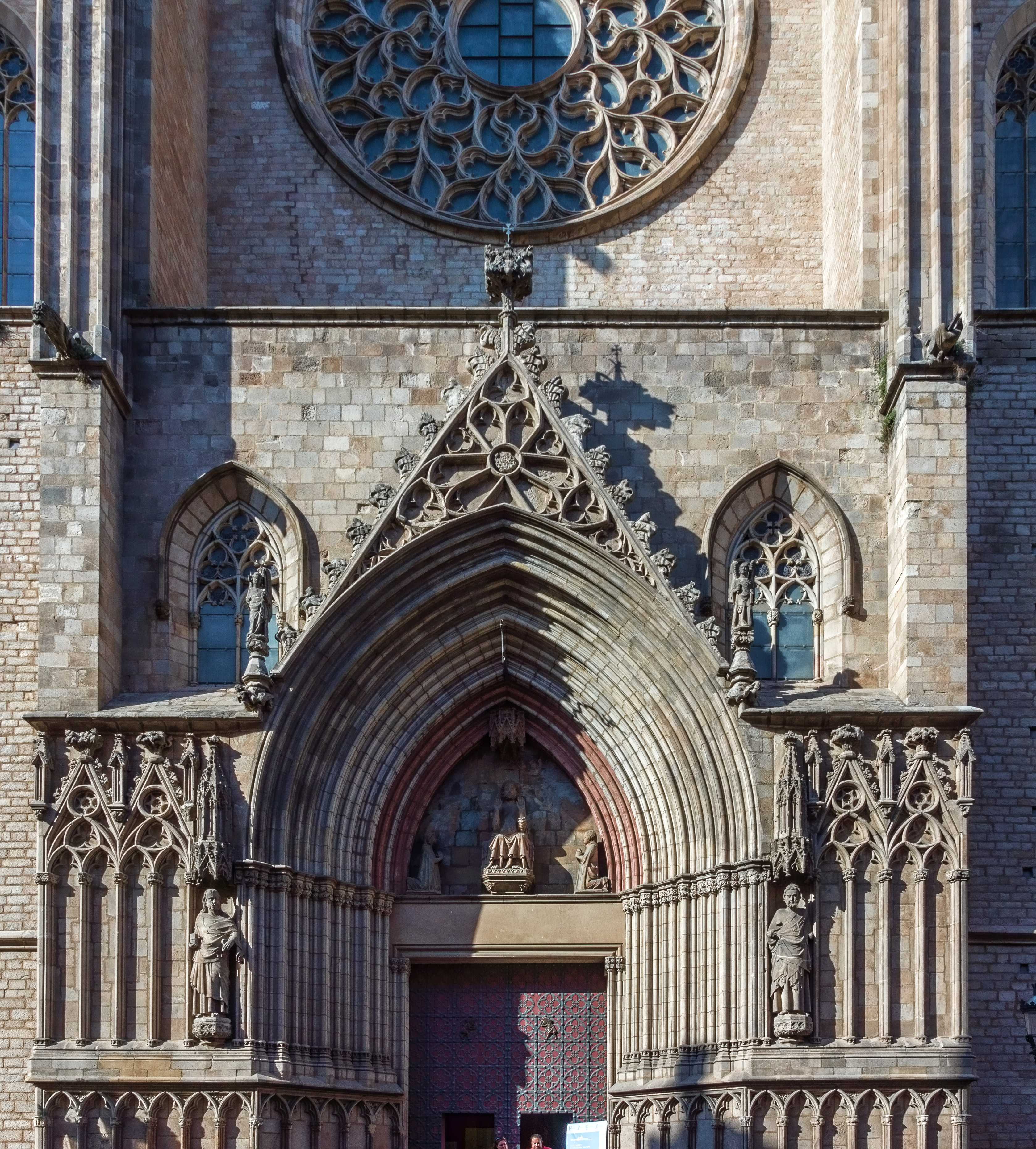
Portail principal.
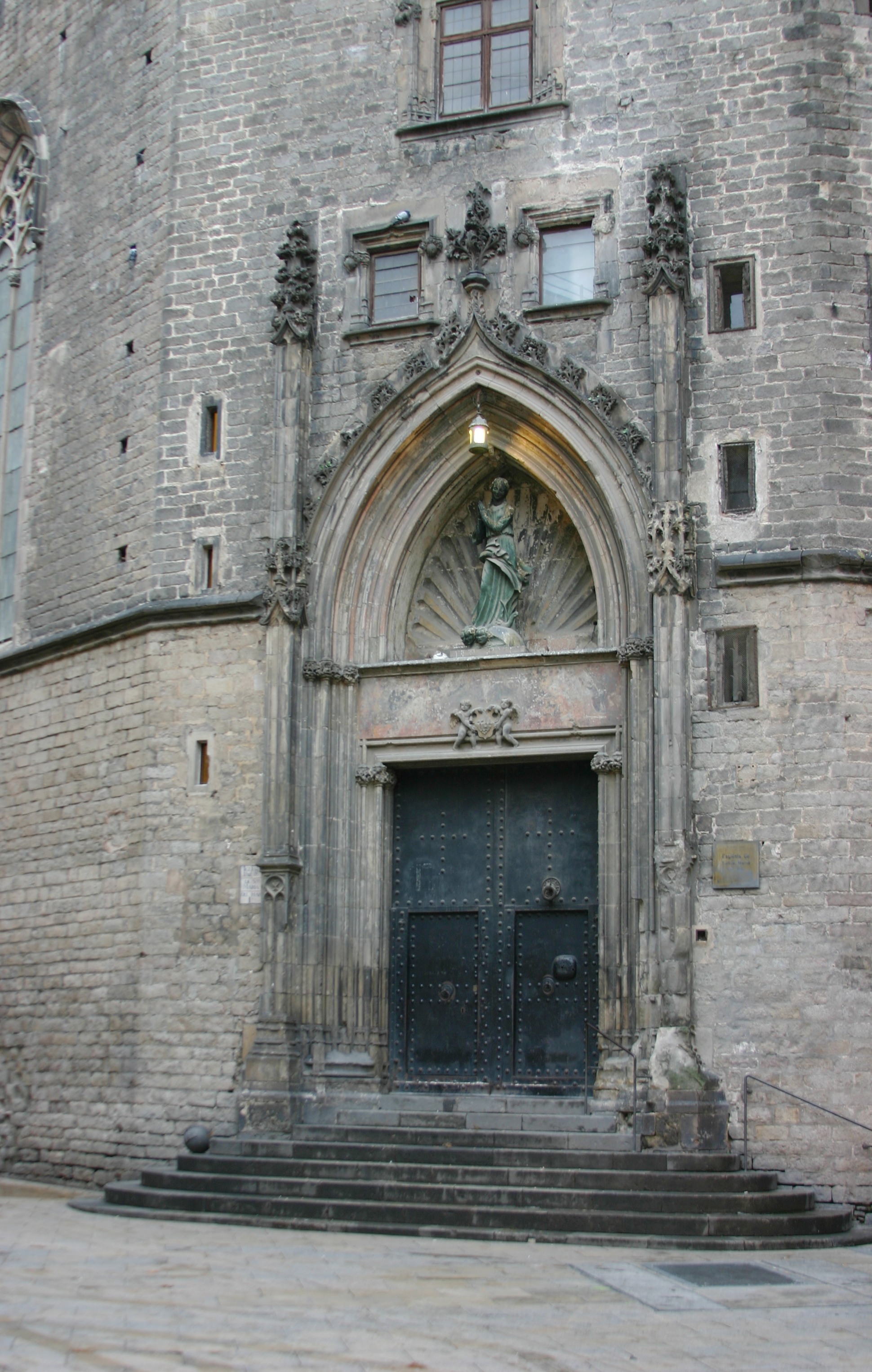
La porte du Born.
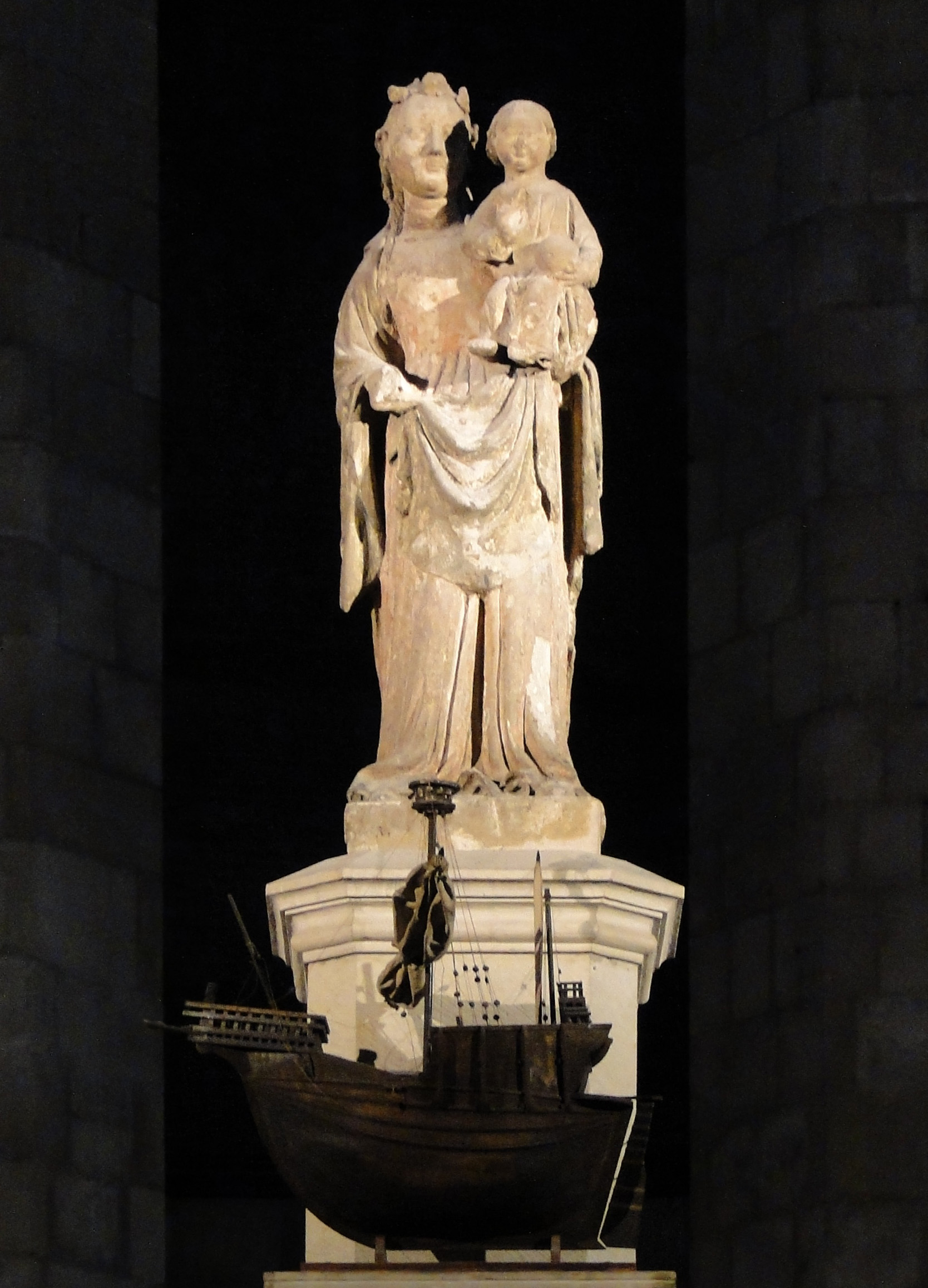
Statue de Sainte-Marie-de-la-Mer à l'intérieur de l'église.
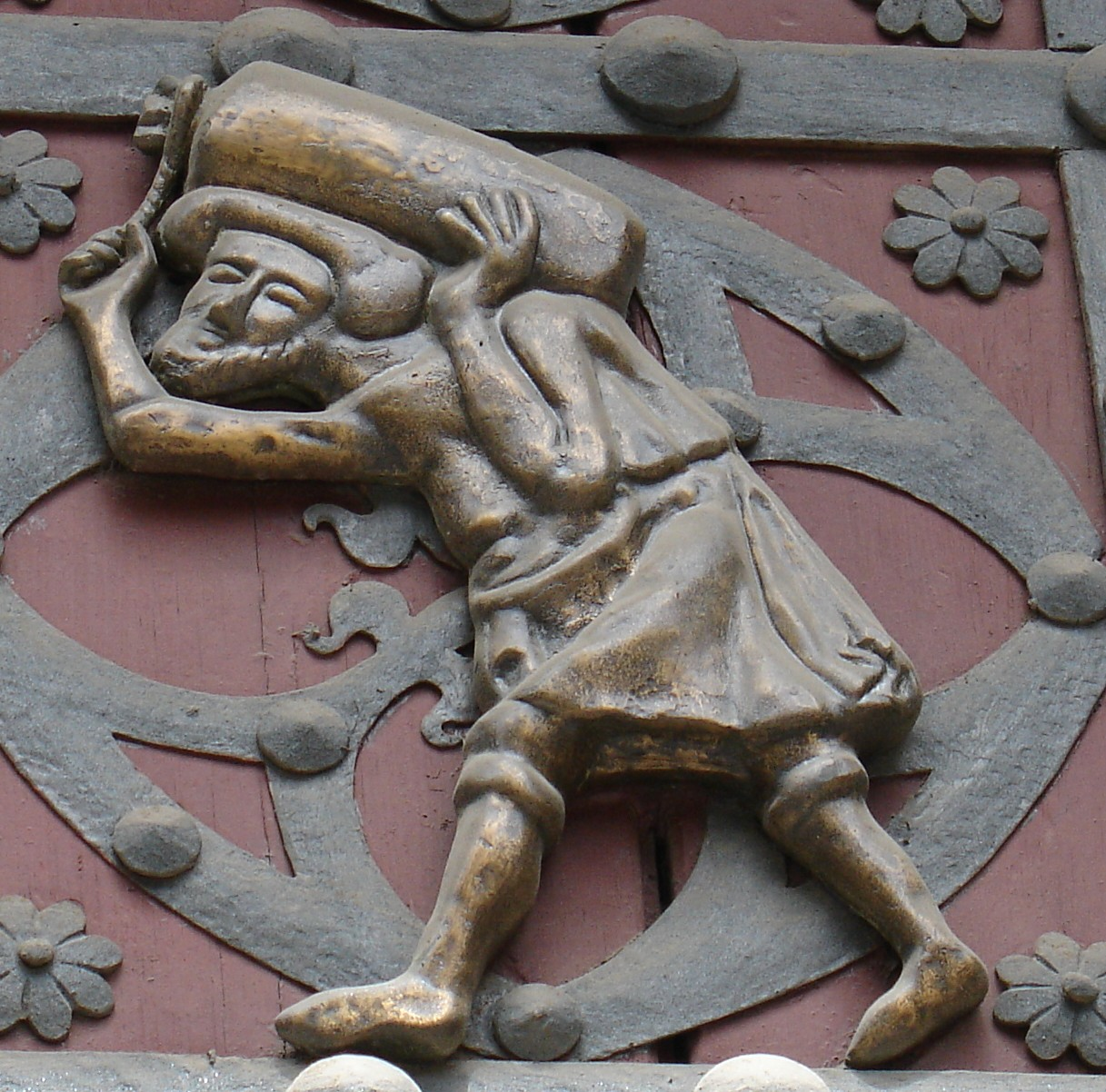
Les bastaixos de Ribera, qui ont contribué a la construction en transportant les pierres nécessaires, sont représentés sur les portes principales.

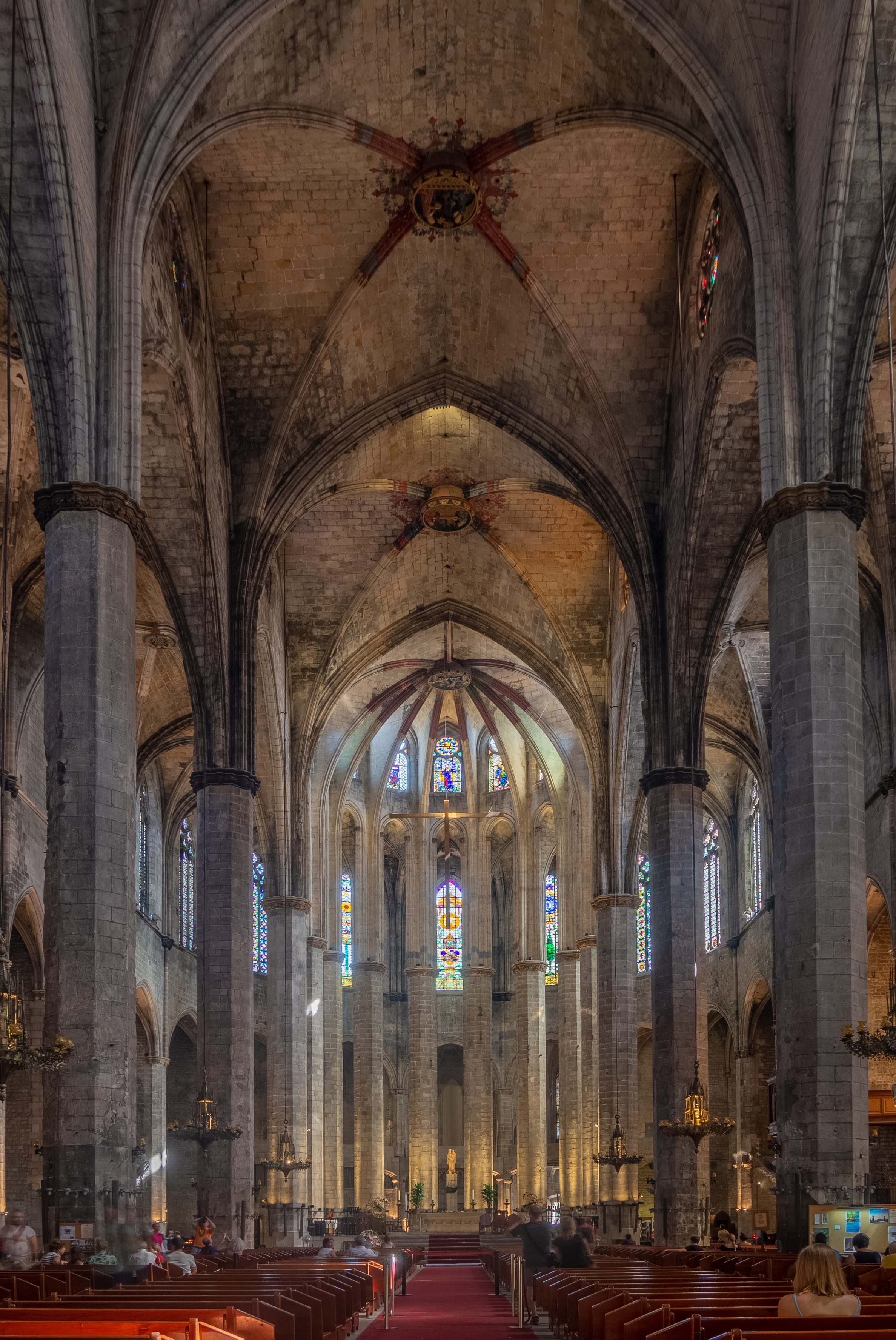
La nef de Santa Maria del Mar.
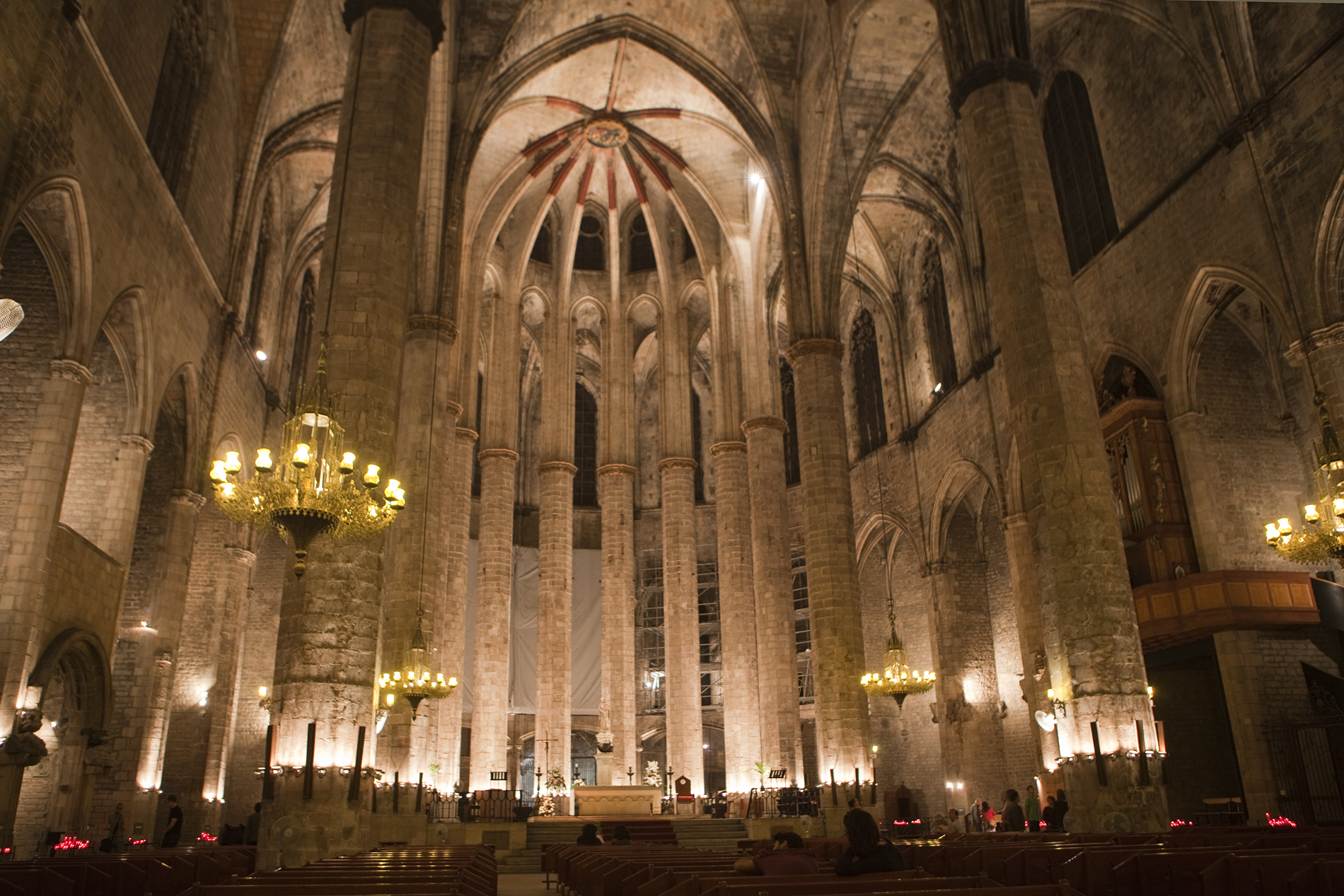
Le chœur.
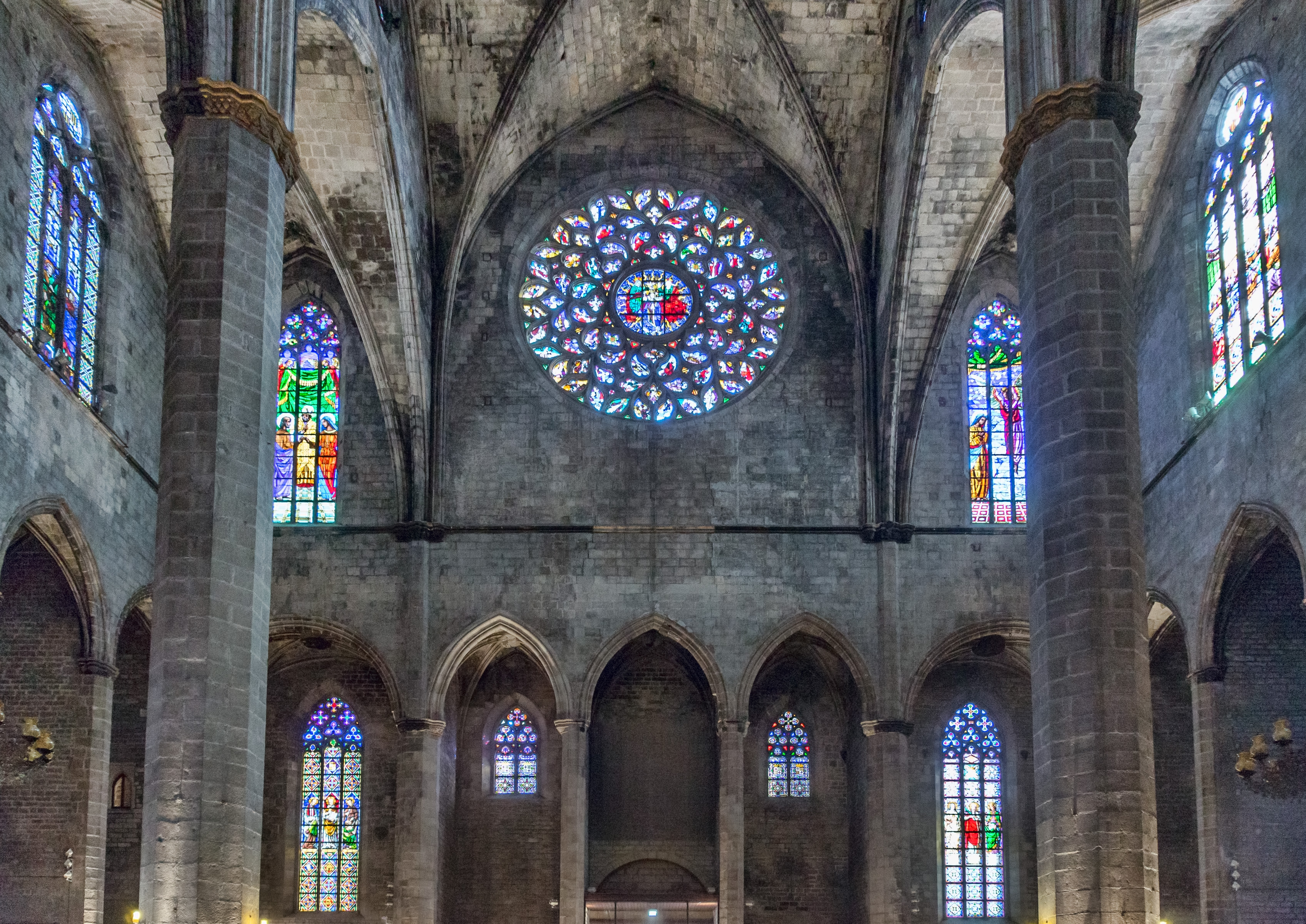
Arrière de la nef.